# Giuseppe Marcora
Giuseppe Marcora est un homme politique né le 14 octobre 1841 à Milan et mort le 4 novembre 1927 dans la même ville.

## Biographie
Giuseppe Marcora est membre de l'Extrême gauche historique puis du Parti radical historique.
Il est président de la chambre des députés du royaume d'Italie entre 30 novembre 1904 et le 10 mars 1906.

## Source
- (it) Cet article est partiellement ou en totalité issu de l’article de Wikipédia en italien intitulé « Giuseppe Marcora » (voir la liste des auteurs).